# 147

147(백사십칠)은 146보다 크고 148보다 작은 자연수다.

## 수학
- 합성수로, 그 약수는 1, 3, 7, 21, 49, 147이다. 진약수의 합은 81이므로, 147은 부족수다.
- {\displaystyle 50^{2}-1}은 147로 나누어떨어진다.

## 과학·기술
- NGC 147: 카시오페이아자리 방향에 있는 타원은하.
- 코스모스 147호(영어판): 소련의 인공위성.

## 교통

### 철도
- 수도권 전철 1호선 소사역의 역번호.
- 대구 도시철도 1호선 대구한의대병원역의 역번호.

### 도로
- 일본 147번 국도: 나가노현 오마치시에서 마쓰모토시까지 이어지는 일본의 국도.
- 현도 제147호선

## 군사
- U-147(영어판): 제2차 세계 대전에 사용된 나치 독일의 군용 잠수함.

## 문화유산
- 대한민국의 국보 제147호: 울주 천전리 각석
- 대한민국의 보물 제147호: 밀양 영남루 (해제)[a]
- 대한민국의 사적 제147호: 문경 조령 관문

## 방송
- 스카이라이프의 E라이크 채널 번호.
- 지니 TV의 붐TV 채널 번호.
- U+ TV의 미국 방송인 HITS 채널 번호.
- LG헬로비전의 SBS 필 UHD 채널 번호.
- B tv 케이블의 채널와이드 채널 번호.

## 기타
- 연도: 147년, 기원전 147년